# Dinapate wrightii
Dinapate wrightii là một loài bọ cánh cứng trong họ Bostrichidae. Loài này được Horn miêu tả khoa học năm 1886.